# Manorina
Manorina és un gènere d'ocells de la família dels melifàgids (Meliphagidae). Agrupa quatres espècies pròpies d'Austràlia.

## Descripció
Les quatre espècies són de construcció robusta, amb ales arrodonides i bec de color groc. Una de les característiques més òbvies és un pegat groc de pell nua darrere dels ulls, la qual cosa els dóna un aspecte estrany de "creuament d'ulls". Són predominantment insectívors i s'alimenten per espiga. Els nius s'asseu en altres estructures (com branques d'arbres) en lloc d'estar penjats.

## Taxonomia i etimologia
El gènere va ser descrit per primera vegada pel naturalista francès Louis Pierre Vieillot al volum 19 de la seva obra Nouveau Dictionnaire d'Histoire Naturelle, appliquée aux arts, principalement à l'Agriculture, à l'Écomomie rurale et domestique, à la Médecine, etc. Par une société de naturalistes et d'agriculteurs. Nouvelle Édition el 1818. Més tard es va escriure malament com Manorhina, però ara s'escriu en la manera original.
Richard Schodde va pensar que el gènere estava relacionat amb els menjamels de cap negre del gènere Melithreptus i el menjamel carablau (Entomyzon cyanotis) en funció del comportament i aspecte. No obstant això, l'anàlisi d'ADN en un estudi de 2004 d'Amy Driskell i Les Christidis va demostrar que el gènere estava més estretament relacionat amb el gènere Melidectes de Nova Guinea, i que la cria cooperativa va evolucionar de manera independent en més d'un llinatge de menjamels. El gènere Manorina es divideix en dos subgèneres. El menjamel cridaner té un plomatge predominantment verdós, diferents reclams i diferències esquelètiques i possiblement és una branca primerenca. Es classifica en el subgènere Manorina mentre que els altres tres formen el subgènere Myzantha. Aquest últim havia estat classificat prèviament com un gènere separat, però reclassificat dins d'aquest per l'ornitòleg alemany Hans Friedrich Gadow el 1884.
El nom Manorina prové del grec antic «mans» que significa “prim” i «rhis», “fosses nasals de rinoceront”.

## Taxonomia
Segons la Classificació del Congrés Ornitològic Internacional (versió 15.1, 2025) aquest gènere està format per 4 espècies:
- Manorina melanophrys - menjamel cellanegre.
- Manorina melanocephala - menjamel cridaner.
- Manorina melanotis - menjamel d'orelles negres.
- Manorina flavigula - menjamel collgroc.